# Кларк, Элсон
Элсон (Алсон) Кларк (англ. Alson Skinner Clark; 1876—1949) — американский художник-импрессионист, один из самых известных импрессионистов Южной Калифорнии.

## Биография
Родился 25 марта 1876 года в Чикаго, штат Иллинойс.
Художественное образование начал с обучения в Художественном институте Чикаго, затем обучался в Лиге студентов-художников Нью-Йорка и в ателье Уильяма Чейза. Большую часть своей ранней карьеры художника провёл в Париже. В 1899 году учился в Академии Жулиана. Также обучался в Академии Делеклюза.
Вернувшись в Соединенные Штаты в 1901 году, Кларк создал собственную студию в Уотертауне, Нью-Йорк, а затем вернулся в Чикаго, где в 1903 году провел персональную выставку по результатам нескольких лет европейских и канадских путешествий. Во время Первой мировой войны служил в армии США в качестве воздушного фотографа. В 1920 году Кларк, уже вместе с женой, переехали в Пасадину, Калифорния. Здесь он преподавал изобразительное искусство в колледже Occidental College в Игл Роке и был директором Stickney Memorial School of Art в Пасадине. Затем он содержал студию в Палм-Спрингс.
Был членом сообществ: Chicago Society of Artists, Pasadena Society of Artists, Salmagundi Club, Society of Western Artists, California Art Club. Получил большое количество призов за свои произведения, его работы находятся во многих музеях США.
Умер 23 марта 1949 года в Пасадине от сердечного приступа.